# Under the Skin (Lindsey Buckingham)
Under the Skin è il quarto album in studio da solista del cantautore statunitense Lindsey Buckingham, già noto come membro dei Fleetwood Mac. Il disco è stato pubblicato nel 2006.

## Tracce
Tutte le tracce sono di Lindsey Buckingham, eccetto dove indicato.
1. Not Too Late – 4:42
2. Show You How – 4:21
3. Under the Skin – 3:56
4. I Am Waiting (Mick Jagger, Keith Richards) – 3:34
5. It Was You – 2:48
6. To Try for the Sun (Donovan) – 3:14
7. Cast Away Dreams – 4:28
8. Shut Us Down (Buckingham, Cory Sipper) – 3:57
9. Down on Rodeo – 4:27
10. Someone's Gotta Change Your Mind – 4:48
11. Flying Down Juniper - 4:43